# SKY (ラジオ番組)
『SKY』（スカイ）は、TOKYO FM・JFNCのラジオ番組。TOKYO FMのアースギャラリーから放送を行っていた。

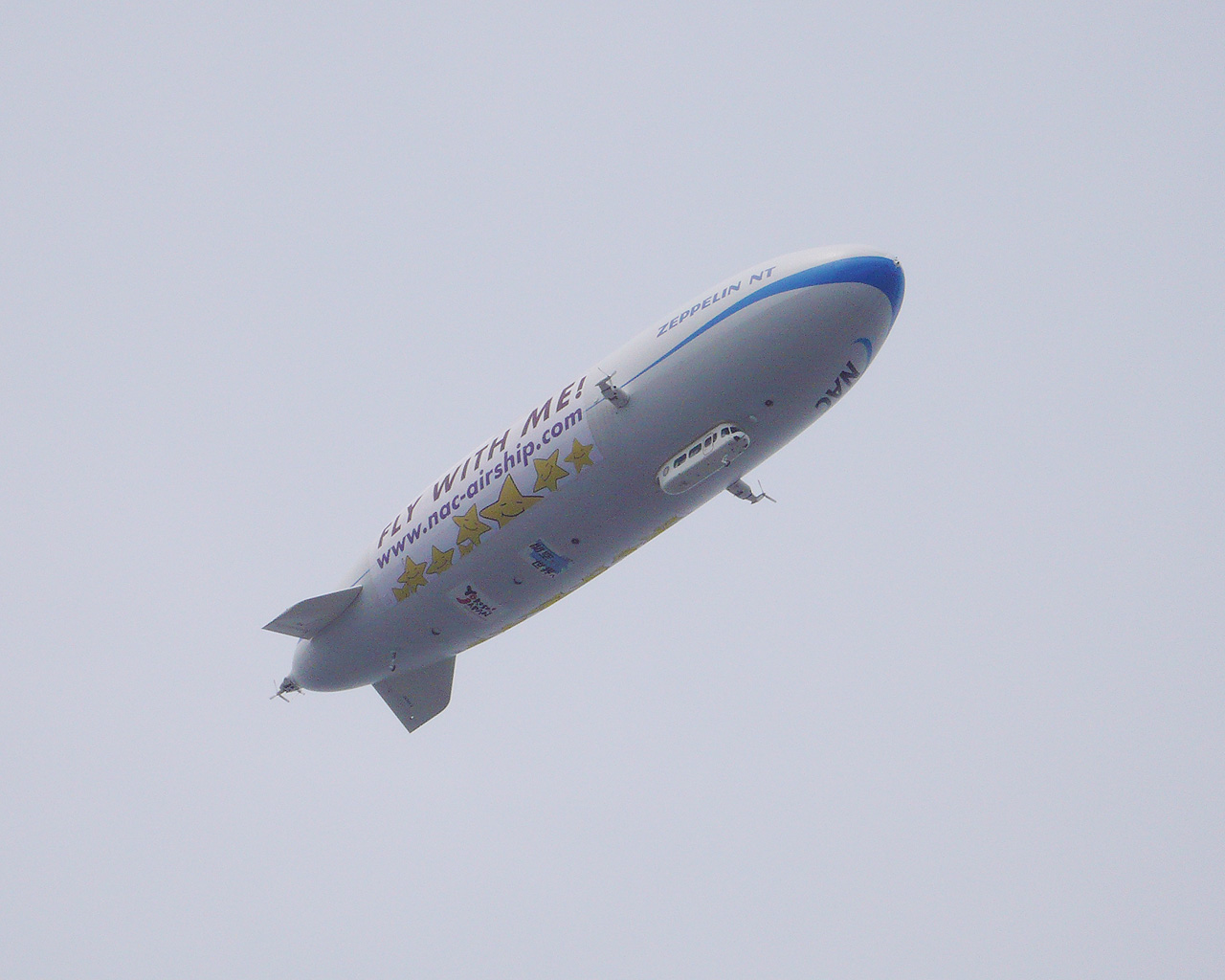
2007年8月20日に石川が乗った飛行船

## 概要
- TOKYO FMをキーステーションに、5時台・6時台は全国37局（fm fukuoka以外）、7時台前半と8時台の一部は基本的に全国38局ネット。Eyes on Japanの後継番組で、名残のコーナーが幾つかあった。
- Eyesと同じように時刻を知らせるジングルはあるが、かつてのgood morning! That's wakeman show（以下、ウェイクマン）のような英語のコメント（「The time is now ○○ AM.」）である。その後、石川からも時刻アナウンスがあり、スタジオのある東京半蔵門からの空の様子を言う事が多かった。
- WAKE UP NEWS・おはようSMAP以外のニュース、天気、交通情報等は、TFM報道・情報センターの（田畑）キャスターが読み、担当キャスターへの渡しコメントのみ石川が読み上げた。
なお、石川と報道・情報センターのキャスターとのやり取りは番組内では少なく、7時台のSports Nonfictionのスポーツヘッドライン以外では2人のやり取りはあまりなかった。
- ネット局ではウェイクマン同様、7:00まではB2プログラムとなっており、7時台の全国ネットパート（Aラインネットに該当する時間帯）が終わると各局の朝ワイド番組もしくはJFNC制作のB1プログラム『Open Sesame!』や『Applause!～週末の主役達へ～』を放送するため、区切りをつけるために7時台以降の全国ネット部分では時刻を知らせるジングルを差し替える局があった（おもにJFN共通ジングルか各放送局独自のジングルに差し替えられた）。ラインネットに関してはJFNラインネット番組を参照。
- 前番組と違い、リスナーからのFAXやメールを多く紹介していた。ただし、TFMローカルの時間帯に地方のリスナーから届いたメールを紹介することがかなりあった[1]。
- BGMにキリンジの楽曲をインストゥルメンタルで多く使用していた。
- 同時間前番組のEyes on Japanが出演者との兼ね合い[2]から半年で終わったため、2007年3月に番組宛に「半年で終わるのですか?」や「半年で終わらないで下さい。」などといった内容のお便りが多数届いた。
- 最終日は、メール・FAXに加えて、留守番電話を受付け、リスナーの生の声を放送時間中随時放送した。
- 番組で行なわれた｢プロジェクト｣が複数あり、右上画像の｢飛行船プロジェクト｣のほかに、アフガニスタンの子供たちに“色を贈る”｢レインボープロジェクト｣のような、当番組が終了してからもなお継続したものもある。

## 全国版「SKY」と東京版「SKY」の違い
上記で、「TOKYO FM・JFNCネット」と述べたが、この違いについて紹介する。

JFN系列局37局においては5:00～7:00がJFN B1プログラムとしてのTFM制作の「SKY」、7:00～7:30、8:00～8:20はJFNC A1プログラムとしてのTFM制作の「SKY」となっていた。

しかし、TOKYO FMにおいては5:00～8:30が全編TFM制作「SKY」の一括りとなっていた（アイズ・オン・ジャパンも同）。
そのため、5:00～6:55の全国ネットJFNC版では「東京半蔵門のアースギャラリーから石川實がやってます“SKY”。」、
7:00～7:30と8:00～8:20の全国ネットTFM版では、「東京半蔵門のTOKYO FMをキーステーションに石川實がやってます“SKY”。」、
6:25～6:30、7:30～8:00、8:20～8:30の関東ローカル版では、「半蔵門から石川實がやってますTOKYO FM“SKY”。」という発言が入った（前半部分ではTOKYO FMという言葉がTFM以外ではない）。

## 出演者

### メインパーソナリティ
- 石川實

### 代理
- 柳井麻希
  - 石川が1週間の休暇をとるため、2007年3月12日から同18日まで担当。
  - 石川がスタジオ外から中継を行ったため、スタジオでの進行を担当（2007年8月20日、10月10日は飛行船より東京上空から、8月31日は富士山から）。尚、この日の新聞ラジオ番組表には「スカイ　石川実　ほか」と書かれていた。
- リサ・ステッグマイヤー
  - 石川が1週間の休暇をとるため、2007年11月19日と同20日を担当。
- 中島渉
  - 石川が1週間の休暇をとるため、2007年11月21日～同23日を担当。

### CHECK ON NEWS・交通情報担当
- 田畑智佳子（フリーアナウンサー）
（月～金曜 2007.10 - 2008.3）

### 以前の担当者
- 古賀涼子（TOKYO FMアナウンサー）　
（月～水曜 2006.10 - 2007.6）体調不良による入院のため、2007年6月末で降板。
- 村田睦（TOKYO FMアナウンサー）
（木・金曜 2006.10 - 2007.6、月・火曜 2007.7 - 2007.9）
- 渡名喜織恵（フリーアナウンサー）
（木・金曜 2007.7 - 2007.9）
- 大沢陽子（フリーアナウンサー）
（水曜 2007.9）
- 永田実（TOKYO FMアナウンサー）※現在はアナウンス終了している。
（水曜 2007.7 - 2007.8）一時期古賀アナが入院中に担当。
- 戸澤愛（元TOKYO FMアナウンサー）
（水曜 2007.7 - 2007.8）古賀アナ入院直後に担当。※1度だけ、金曜担当していた。

## タイムテーブル
太字は全国同時ネット
（T）はコーナー前に時間を紹介するジングルが流れる。
- 5:00 オープニング
- 5:08 CHECK ON NEWS
朝いちのニュース
- 5:15 （T）Sky Scrap
朝刊の一面を紹介していく
- 5:30 （T）CHECK ON NEWS
ニュース
- 5:36 SKY Lounge
さまざまなゲストを5日間迎えて今の時代を読み取るキーワードを探っていく。
- 5:55 TOKYO FM ブランニューソング（TFMのみ、2007年10月～）
そのほかのネット局では引き続き曲を放送
- 6:00 CHECK ON NEWS
朝いちのニュース
- 6:15 （T）SKY Connection
毎週金曜日はハワイに在住する元TOKYO FMアナウンサーの柴田玲と中継を結んでハワイの話題を放送。
- 6:25 SKY Weather Report（TFMはおはようSMAPを放送）
全国の天気。裏送りで報道情報センターのキャスターが進行。日本気象協会の気象予報士と電話をつないで全国の天気予報を伝える。おはようSMAPについては該当項を参照。
- 6:30 （T）CHECK ON NEWS
ニュース
- 6:40 コスモアースコンシャスアクト～ずっと地球で暮らそう
- 6:45 （T）－届いたメール・FAXを紹介し、1曲流す－（TFMでは6:49から交通情報を放送）
- 6:50 カラダがよろこぶ朝ごはん（一部地域で放送なし／TFMのみマルコメ提供）
おいしくてヘルシーな朝食のレシピを紹介。毎週1つの食材をテーマに、その食材を使ったレシピを紹介している。
このコーナーにおいて石川は紹介された料理に入ってもいないのに、しばしば肉やベーコンなど朝から重いものを加えたがる。自身もそれが体に優しくないことはうすうす気づいているようである。
最近は、江戸近茶流がよく出演する傾向にある
ちなみにバックでかかっている曲は桜井鉄太朗「Sun Flower Girl」で、実際は1分ほどの曲であり、編集して用いていた。
- 6:55 MY OLYMPIC（全国ネットされているが、一部地域で放送時間が異なる／ロッテ提供）
- 6:58 【前半後半をつなぐステーションブレイク枠】
JFN系列各局：自社のジングルやコマーシャル
TOKYO FM：石川が約15秒間その日の東京の天気や首都圏の鉄道の運行状況などを伝えて、最後に「いってらっしゃい」のコールが入る。
－ここから全国38局フルネット部分－
- 7:00 （T）WONDA モーニングショット WAKE UP NEWS ワンショットコラム（終了後7:08からTFMでは交通情報、地方局（TFM以外）では「聖教新聞プラネットグラフティ」（CM扱い）を放送）
- 7:10 （T）リポビタンD Sports Nonfiction
- 7:20 （T）TOYOTA VIEW UP TOMORROW Show Biz File
－38局フルネット部分終了－
－8時までは地方局（TFM以外）飛び降り－
- 7:32ごろ 交通情報・CHECK ON NEWS
- 7:35 Weather Guide
石川が天気予報と東京近辺で行われるイベントを紹介。2008年2月までKRH & COMPANY , LIMITED（旧：伸和サービス）がスポンサーだった。
- 7:40 －届いたメール・FAXを紹介し、曲を流す－
- 7:51 交通情報（羽田フライトインフォメーションを内包）
- 7:54 コジマ Catch The World
－（一部を除く）地方局飛び乗り－
- 8:00 （T）SUZUKI Inside Story 坂井真紀 （一部地域で放送なし）
- 8:09 マリーに聞いてゴー! （一部地域で放送なし）
- 8:10 （T）Honda SWEET MISSIONフローラン・ダバディー、SHEILA （一部地域で放送なし）
－地方局（TFM以外）飛び降り－
- 8:18 交通情報（ホンダカーズ東京提供）（月・水・金曜）
- 8:20 （T）曲を流す＆届いたメッセージを読む。時間いっぱいまで。
エンディングに放送していた曲は「A Place In The Sun／Stevie Wonder」である。

### 終了したコーナー
- Roots TODAY'S INSPIRATION
マリーに聞いてゴー！の時間に放送。2007年4月13日終了。
- SKY News on Air
海外からのニュースを紹介するコーナー。MORNING FREEWAY時代より続いていたが、2007年3月をもってコーナースポンサーのエミレーツ航空が撤退。それ以降もノンスポンサーで放送していたが、2007年9月で終了。
- SUZUKI Future Navi
SUZUKI Inside Storyの時間に放送されていた。2007年9月終了。

## ネット状況

### フルネット
- TOKYO FM
7:30～8:00、8:20～8:30はTFMローカル枠。

### TFMローカル以外はフルネット
- FM青森
- FM岩手
- Boy-FM（エフエム山形）
- ふくしまFM
- FM新潟
- K-MIX（静岡エフエム）
- Radio80（岐阜エフエム）
- FMとやま
- HELLO FIVE（エフエム石川）
- FM福井 - 2007年6月11日は放送休止の為、6時開始となった。
- e-radio（エフエム滋賀）
- Kiss-FM KOBE - 特別編成で2007.1.17は5:30飛び降り
- FM岡山
- FMY（エフエム山口）
- FM徳島
- FM香川
- Hi-Six（エフエム高知）
- JOY FM（エフエム宮崎）
- μ-FM（エフエム鹿児島）

### 5:00開始（飛び降りがある、一部コーナーのネットがない放送局）
- Date fm（エフエム仙台。5:55～6:00に「心のともしび」、6:45〜6:55に「Date fm インフォメーション」、「News&Weather」を放送するため一旦飛び降り）
- AFM（エフエム秋田。5:55～6:00に「心のともしび」を放送するため一度飛び降り）
- FMぐんま（8時台ネット無し）
- RADIO BERRY（エフエム栃木。6:50で一度飛び降り・8時台は「SUZUKI Inside Story」「マリーに聞いてゴー!」のネット無し）
- FM長野（6:50～6:55で一度飛び降り）
- FM AICHI（「アースコンシャスアクト」「MY OLYMPIC」以外の6時台ネット無し）
- radio CUBE FM三重（金曜日のみ7:00から・8時台ネット無し）
- fm osaka（5:14、5:58頃、6:29、6:49にCM、5:28頃、6:23頃に「fm osaka X-TREAM」を放送するため一度飛び降り）
  - ※fm osakaでは7:30～8:00は大阪ローカル枠を設けて、7時台・8時台のSKY全国ネット枠をつなげている。

枠内では「コジマ Catch The World」（毎日1つのサイトを紹介しているが、TFMとは違うサイトを番組DJが紹介している）を企画ネットしている。過去にはエミレーツ航空提供の企画ネット番組「Sports On Air」(TFMは「News On Air」だが大阪ユーロスポーツの最新情報を番組DJが紹介している）もあった。
2007年4月-7月には同局のローカル番組「庄司悟のアサイチBANG!」と連動していた。[3]
- HFM（広島エフエム。6:34～40で一度飛び降り）
- V-air（エフエム山陰。6:25～6:35（「さわやか世の光」を放送するため）、・6:50～6:55で一旦飛び降り）
- fm nagasaki（6:00で一度飛び降り）
- Air-Radio FM88（エフエム大分。6:50～6:55で一度飛び降り）
- FM沖縄（6:30～6:40で一度飛び降り）

### 6:00開始
- AIR-G'（エフエム北海道。5時台は自社製作のため）
- JOEU-FM（エフエム愛媛。5時台は放送休止中）

### 月曜のみ6:00開始
- FMS（エフエム佐賀。メンテナンスタイムのため・6:50で一度飛び降り）
- FMK（エフエム熊本。放送休止のため・6:30～6:40で「目覚ましRADIO」、「POWER WAVE」を放送するため一度飛び降り）

### 7:00開始
- fm fukuoka
2008年1月現在、JFN系列で唯一7時スタート。ただし、6時台のアースコンシャスアクトとMY OLYMPICはネットする（なお、MY OLIMPICは5:55～6:00に先行ネット）。